# Cidantide
Cidantide (in greco antico: Κυδαντίδαι?, Kydantídai) era un demo dell'Attica; per la sua collocazione sono state ipotizzate numerose località moderne, come Kato Charvati, Mendeli o Vurva.
Il demo, insieme a quello di Ionide, venerava i kolokratai ed esprimeva il sacerdote di Eracle, che aveva seggio a Cidantide. Questi due demi erano gli unici, per quanto ne sappiamo, a venerare congiuntamente delle divinità. 